# Auguste Delisle
Auguste Delisle CSSp (ur. 7 lipca 1908 w Montrealu, zm. 13 listopada 2006) – kanadyjski duchowny katolicki, misjonarz, biskup w Nigerii.
Wstąpił do zgromadzenia zakonnego Ducha Świętego (duchaczy, C.S.Sp.) Studiował teologię w Paryżu i Rzymie, licencjat uzyskał na rzymskim Papieskim Uniwersytecie Gregoriańskim. 17 czerwca 1934 przyjął święcenia kapłańskie. Pracował jako misjonarz w Kamerunie, następnie w Nigerii. W maju 1955 został mianowany pierwszym zwierzchnikiem utworzonej prefektury apostolskiej Kabba, a po jej podniesieniu do rangi diecezji dziewięć lat później pierwszym biskupem. Sakry biskupiej udzielił mu 24 sierpnia 1964 Sergio Pignedoli (przyszły kardynał).
Zrezygnował z rządów diecezją w lipcu 1972, przekazując funkcję miejscowemu duchownemu Alexiusowi Makozi. W kolejnych latach pracował m.in. jako misjonarz w Chile. W czerwcu 2004 obchodził jubileusz 70-lecia święceń kapłańskich, jednocześnie z 40. rocznicą utworzenia diecezji Kabba. W chwili śmierci w listopadzie 2006 był jednym z najstarszych biskupów Kościoła katolickiego na świecie.